# Dori (Burkina Faso)
Pour les articles homonymes, voir Dori.
Dori est une ville du Nord-Est du Burkina Faso, chef-lieu du département portant le même nom, dans la province du Séno et dans la région du Sahel. Elle fait partie de la région du Liptako, dont elle est le centre commercial le plus important, et fut la capitale de l'ancien émirat du Liptako.

## Toponymie
Le terme Dori, d’origine gourmantché, signifie que le site était déjà occupé lorsque les Peuls choisirent d'y installer la capitale de l'émirat du Liptako.
Le nom signifierait « les rives de la mare » et plus précisément « celles qui sont au-delà de l’eau ».

## Géographie

### Climat
Le climat est de type sahélien. La pluviométrie est d'environ 567 mm/an. Les effets d'un changement climatique font peser des risques sur le bon déroulement du cycle de croissance des cultures pluviales.

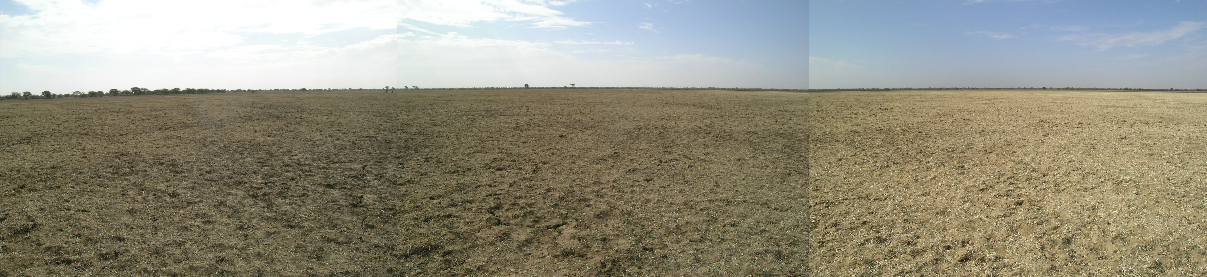
Paysage autour de Dori
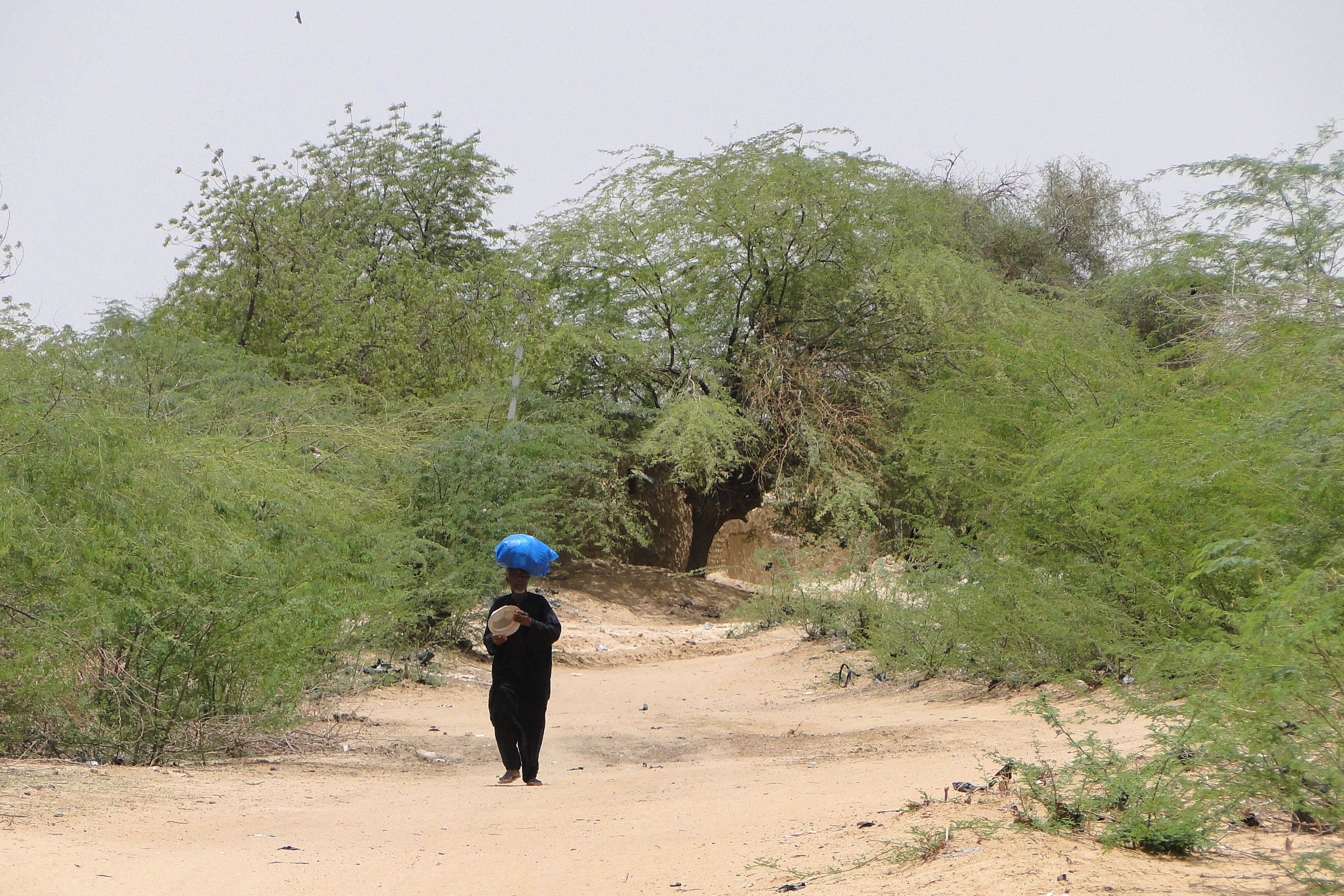
Arbres sahéliens
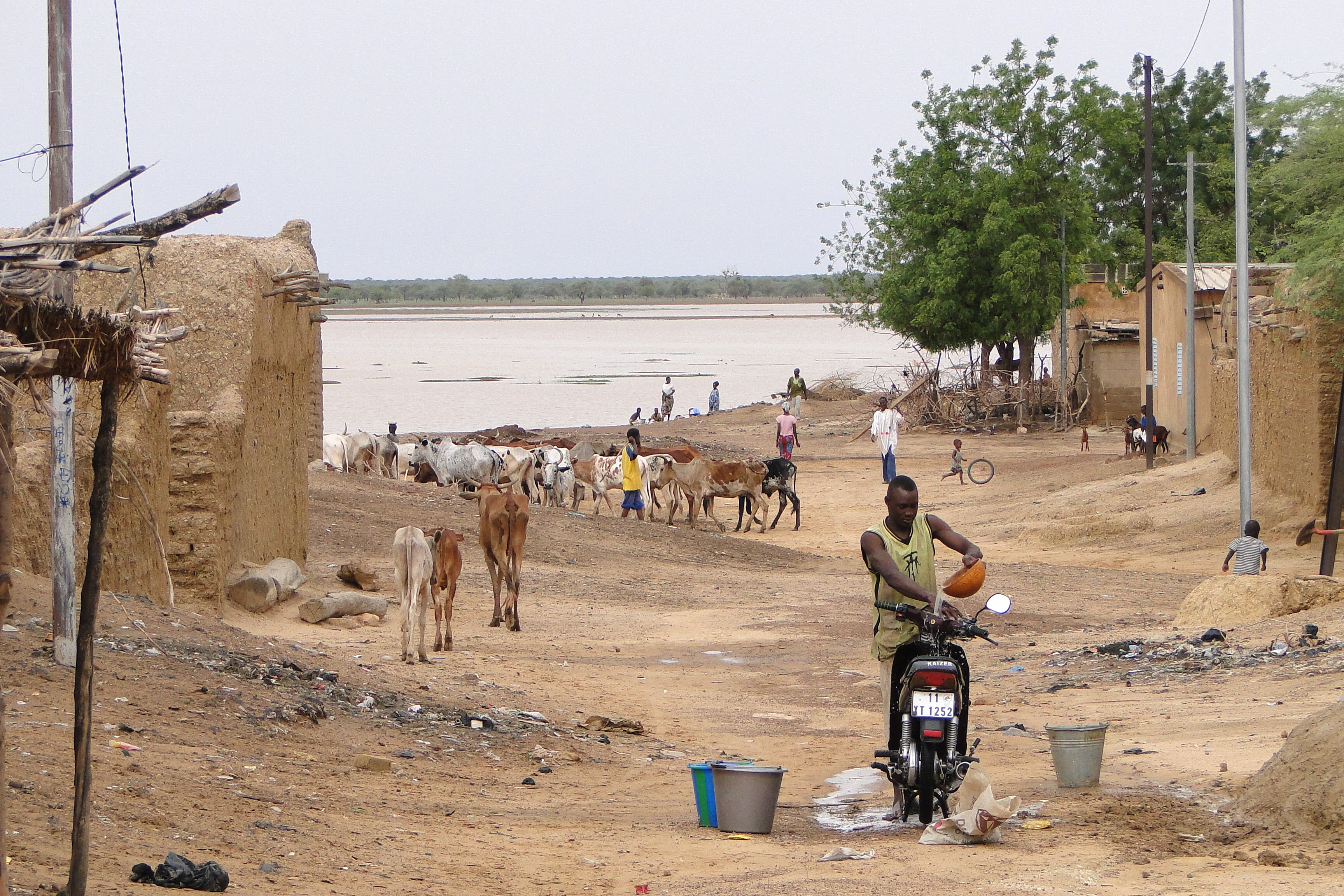
Une mare menacée

## Histoire
Historiquement, grand carrefour caravanier, la ville est au XIXe siècle la capitale de l'Émirat du Liptako, subdivision et extension la plus occidentale du Califat de Sokoto.
Plusieurs personnalités s'y sont rendues, telles que l'explorateur allemand Heinrich Barth en juillet 1853 – qui décrit l'endroit comme particulièrement sec et inhospitalier – ou l'officier français Parfait-Louis Monteil qui y signe un traité avec le chef local le 23 mai 1891. Elle est conquise par les Français en 1897.
Dori a abrité en 2013 les festivités marquant la célébration du 53e anniversaire de l'indépendance du Burkina Faso.
Le 21 mai 2025, au moins 105 civils sont tués par un convoi militaire burkinabé dans plusieurs villages des communes de Dori et Gorgadji.

## Population
Le recensement 2006 a comptabilisé 21 078 habitants. La population est majoritairement peule, mais des Touareg, des Songhai et des viennent régulièrement y faire du commerce. Lors du recensement réalisé en 2019, la population urbaine de la ville de Dori est relevée à 46 512 habitants.

## Économie

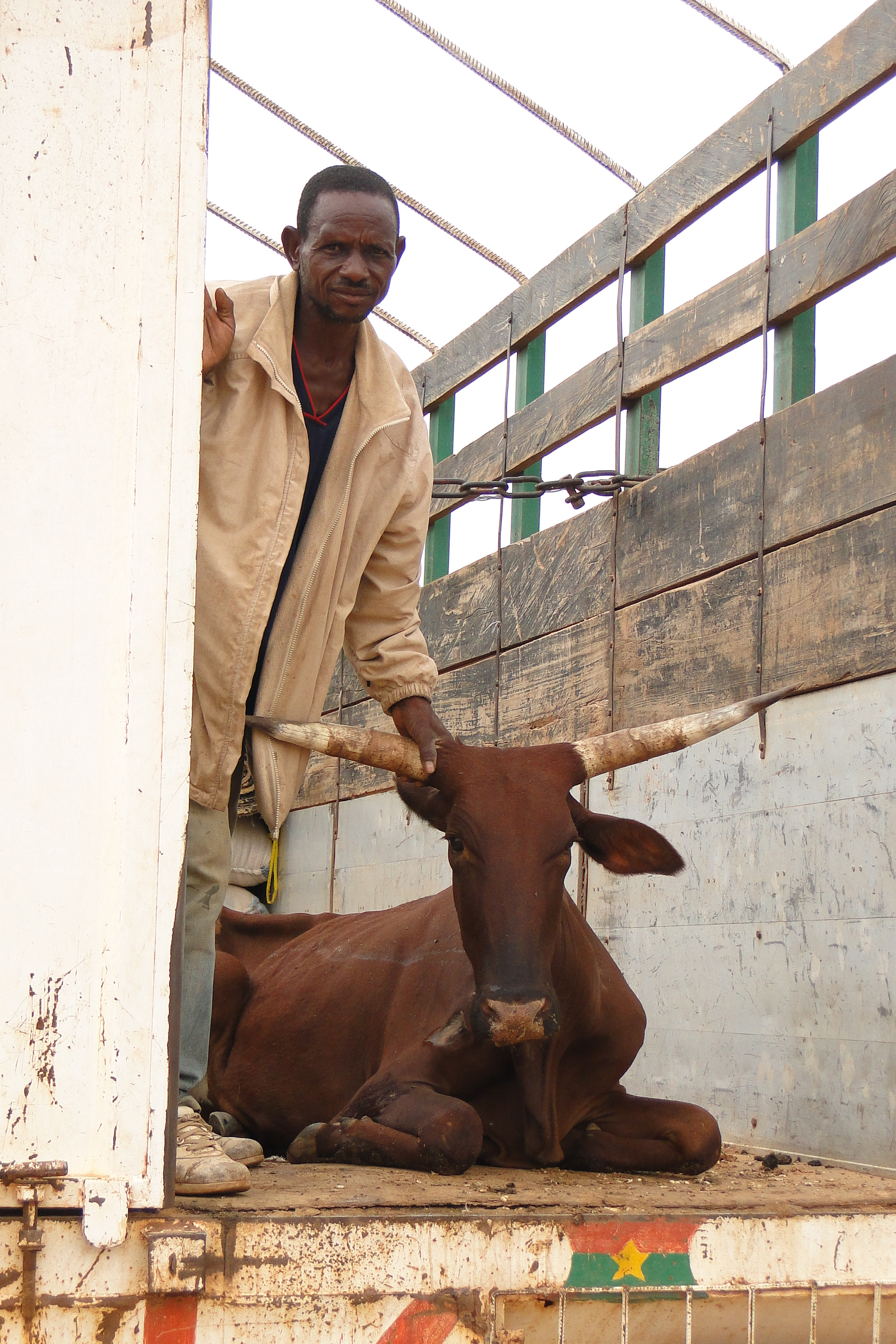
Chargement de bétail

Sa foire aux bestiaux et les couvertures décorées vendues au marché sont réputées.

## Transports
Carrefour routier régional, la commune est traversée par la route nationale 3, la route nationale 23 et la route nationale 24.

## Culture et patrimoine

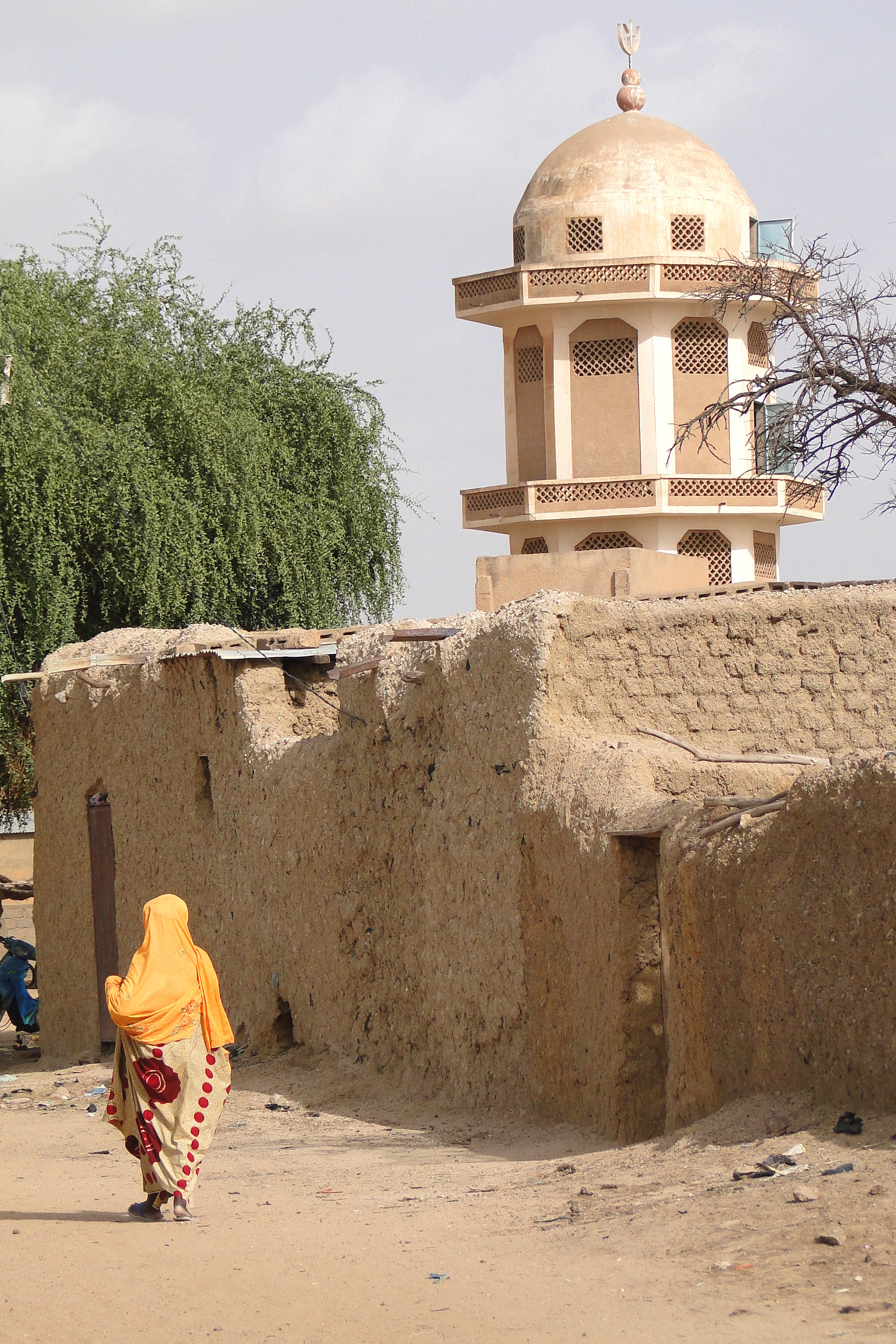
Une mosquée à Dori

- Cathédrale Sainte-Anne de Dori

## Jumelage
Depuis 1984, la ville est jumelée avec la commune française d'Annecy-le-Vieux.